# Astronesthes nigroides
Astronesthes nigroides és una espècie de peix de la família dels estòmids i de l'ordre dels estomiformes.

## Morfologia
- Els mascles poden assolir 12,8 cm de longitud total.[3][4]

## Hàbitat
És un peix marí i d'aigües subtropicals que viu entre 0-50 m de fondària.

## Distribució geogràfica
Es troba al nord-oest del Pacífic: 35°N, 152°E.